# Hooglandpoelen
De hooglandpoelen (Engels: Highland ponds, of Highland melt ponds) zijn oppervlakteformaties ten zuidzuidoosten van het bekken d'Alembert, omstreeks de krater Chandler op de achterzijde van de Maan. Deze formaties zien eruit als kleine poelen of vijvers met schijnbaar gladde oppervlakken, en bevinden zich meestal op de laagste gedeelten van komvormige kraters. Opmerkelijk aan de meeste hooglandpoelen zijn hun bijna perfecte ronde vormen. Alhoewel hooglandpoelen er ogenschijnlijk vloeibaar uitzien, of uit een vloeistof bestaande, laten hun oppervlakken tal van chaotisch uitziende dunne breuklijnen en uiterst kleine inslagkratertjes zien. De aanwezigheid van hooglandpoelen op de maan kan het best bestudeerd worden door middel van hogeresolutiefoto's afkomstig van de Lunar Reconnaissance Orbiter.

## Locatie van hooglandpoelen op de maan
LAC 32: ten westzuidwesten van Chandler, ten oostzuidoosten van Langevin, ten noordoosten van Golovin, ten noordnoordwesten van Hutton (ongeveer halfweg tussen Chandler en Golovin).

## Antipode van stralenkrater Tycho
De mogelijkheid is overwogen dat de hooglandpoelen het resultaat zijn van neergekomen uitgeworpen materiaal afkomstig van stralenkrater Tycho op de zuidelijke hemisfeer van de naar de Aarde toegekeerde kant van de Maan. Het gebied van de hooglandpoelen nabij Chandler is de ballistische antipode van Tycho.

## Keeler V
Ook in de buurt van Keeler V, ten westen van de walvlakte Keeler op de achterzijde van de maan (LAC 85), zijn enkele hooglandpoelen te vinden. Keeler V is de antipode van de opvallende inslagkrater Copernicus.

## Maanatlassen
- Paul Spudis, Ben Bussey: The Clementine Atlas of the Moon, blz 64-65: LAC 32.
- Charles J. Byrne: The Far Side of the Moon, a photographic guide.